# Kendrick Forbes
Kendrick Forbes, né le 20 août 1975 à Nassau aux Bahamas, est un prélat catholique, nommé évêque de Roseau le 2 mai 2024.

## Biographie
Kendrick Forbes est né à Nassau aux Bahamas le 20 août 1975. Il effectue sa scolarité primaire et secondaire aux Bahamas à Long Island. Il poursuit sa formation pour la prêtrise au Saint Meinrad Seminary and School of Theology (en) à Saint Meinrad dans l’Indiana où il obtient une licence en histoire, une maîtrise en théologie, et plus tard, une licence en droit canonique de l’Université catholique d'Amérique. Il est ordonné prêtre à Nassau le 11 juin 2002.
Il est d'abord vicaire à la cathédrale Saint-François-Xavier de Nassau de 2002 à 2004, curé de l'église de la Sainte-Famille de 2004 à 2006, puis de la paroisse de Saint-Paul Apôtre, toutes les deux à Nassau. En 2012, il est nommé au conseil de l'Archidiocèse de Nassau, puis en 2017, vicaire général de l'archidiocèse.